# Бухтовая
Бухтовая — река на северо-западе Камчатского края в России.
Длина реки — 27 км. Протекает по территории Пенжинского района Камчатского края. Впадает в Пенжинскую губу Охотского моря.

## Данные водного реестра
По данным государственного водного реестра России относится к Анадыро-Колымскому бассейновому округу.
Код объекта в государственном водном реестре — 19080000112120000040591.